# António José Leite Guimarães
António José Leite Guimarães ComNSC (Guimarães, Pencelo, 21 de Agosto de 1806 – Lisboa, 29 de Outubro de 1876), 1.º Barão de Glória, foi um empresário comercial e agrícola português.

## Família
Filho de António José Leite de Faria e de sua mulher Custódia Maria Machado e irmão do 1.º Barão de Nova Sintra.

## Biografia
Foi muito novo para o Brasil, onde conseguiu avultada fortuna. Proprietário, capitalista e negociante de grosso trato no Rio de Janeiro, era Comendador da Ordem de Nossa Senhora da Conceição de Vila Viçosa. Viveu durante muitos anos na sua magnífica Quinta na Estrada de Benfica, denominada Beau Séjour.
O título de 1.º Barão de Glória foi-lhe concedido, em sua vida, por Decreto de D. Maria II de Portugal de 6 de Julho de 1852.
Faleceu solteiro e sem geração.
O seu Palácio Beau Sejour é hoje ocupado pelo Gabinete de Estudos Olisiponenses da Câmara Municipal de Lisboa. O 1.º Barão de Glória e o seu Palácio são também mencionados no livro Histórias de um Portugal Assombrado, da autoria da jornalista Vanessa Fidalgo.